# Konyaspor
Konyaspor je turecký fotbalový klub z města Konya, který byl založen v roce 1922 a reformován v roce 1981. Svá domácí utkání hraje na stadionu Konya Atatürk Stadyumu s kapacitou 22 459 diváků. Klubové barvy jsou bílá a zelená.
V sezóně 2012/13 se umístil na 6. místě turecké druhé ligy PTT 1. Lig.

## Čeští hráči v klubu
Seznam českých hráčů, kteří působili v klubu Konyaspor:
- Bořek Dočkal [3]
- Rostislav Jeřábek [4]
- Martin Klein [5]
- Tomáš Borek [6]